# Escándalo de los muchachos chaperos de Roma
El escándalo de los muchachos chaperos de Roma (en italiano: «scandalo dei ragazzi-squillo di Roma») es el nombre con el que la prensa italiana informó sobre una serie de delitos sexuales ocurridos en Roma. El escándalo surgió en Roma, en 1960, por una investigación de la Fiscalía en el ambiente de la prostitución masculina e infantil. La investigación, pocos meses antes de que estallase el escándalo de los Balletti verdi en Brescia con un desarrollo similar, produjo una amplia cobertura de los medios de comunicación.
El caso, descrito por los medios de comunicación como el descubrimiento de una de las más grandes «organizaciones del vicio» que operaban en el país, generó mucho ruido y una vibrante controversia, por lo que fue objeto de un debate parlamentario. Con motivo del escándalo Pier Paolo Pasolini escribió una carta a la prensa de izquierdas, que sin embargo permaneció inédita hasta 1999, para criticar el lenguaje de la prensa italiana sobre la homosexualidad.

## Crónica periodística de los hechos
De acuerdo con la reconstrucción de la prensa del escándalo, todo comenzó con «las declaraciones [a la policía] de un médico al que un joven había hecho revelaciones impactantes», «una confesión recogida de un niño de 10 años de edad».
Después de un «largo acecho» los investigadores identificaron en abril de 1960, en el hogar del alemán Konstantin Feile, en la Vía Carso 34 en Roma, la sede de un burdel para homosexuales. Feile, el principal investigado en el asunto, fue detenido de inmediato, mientras que su cómplice, el actor canadiense Bendoin Mills, de 22 años, abandonó Roma a toda prisa, para trasladarse en avión a Inglaterra. 
Las investigaciones revelaron un circuito de prostitución infantil que involucraba a muchos niños y jóvenes (la prensa de la época hablaba de más de un centenar, decenas, cientos de jóvenes: el número exacto no puede establecerse basándose en la prensa de la época). De acuerdo con las declaraciones realizadas por adolescentes involucrados «todos los días», en el apartamento del hombre (cuatro habitaciones, cada una con una cama y sillones), «en algunas villas de Roma y en las residencias de playa y de campo» habrían tenido lugar «reuniones», «bacanales», «fiestas ligeras en campo abierto» y «sesiones nudistas». Los chicos, de entre los 8-9 años y los 16, habían sido reclutados «con la promesa de unos pocos regalos» a la salida de algunas escuelas privadas, especialmente las religiosas, y, además de ser introducidos a la prostitución, fueron retratados en fotografías pornográficas «tomada en el campo». Las fotografías, de las que se incautaron unas tres mil, «pasaban por las manos de los clientes de confianza» y se difundían por «media Europa». Unas horas en compañía de los jóvenes costaba «quince mil liras».
Está documentada, por lo menos al comienzo del escándalo, la participación de mujeres en las fiestas: Feile «vivía con un joven alemán y daba hospitalidad, al parecer, a mujeres de moral ligera para dar vida a auténticas orgías entre los representantes del tercer sexo», «en el papel de instructoras de los jóvenes, pero ese aspecto será rápidamente boraado de las crónicas de la época, que se centrarán exclusivamente en la corrupción de menores.
La crónica periodística describe en detalle el desarrollo de la investigación.
- El sábado, 23 de abril,[7] la autoridad judicial denuncia a Valentino Costenaro, vendedor ambulante graduado en letras, por complicidad en corrupción de menores. Costenaro tenía antecedentes penales por delitos contra la moral, en concreto, una denuncia de 1943 como director de un centro para huérfanos de guerra, la «Crociata della bontà», fundada por él, y posteriormente de un colegio de huérfanos en Formia (en Santa Maria della Noce).

- El 25 de abril la policía invitó a los directores de las escuelas romanas, los lugares en los que se reclutaba a los jóvenes, ya que, entre los miles de fotos incautadas en el apartamento de Feile, reconocieron a sus estudiantes. El decano del Instituto Angelo Mai expulsó a los estudiantes retratados en las fotos pornográficas.[5]

- El 27 de abril, durante los interrogatorios, dos jóvenes estudiantes confirman haber participado en orgías con turistas extranjeros y personas muy conocidas de los salones y de la vida nocturna romana.[4]

- El 30 de abril se implicó en el escándalo al ingeniero Giulio Correa, ejecutivo de la radio de 38 años, casado y padre de dos hijos, bajo investigación por haber tenido relaciones sexuales con dos adolescentes, «habituales» del estudio del escultor alemán.[8] Correa fue denunciado por actos obscenos y corrupción de menores: «mientras que su esposa y sus hijos estaban de vacaciones, transformaba su lujosa villa de Vigna Clara en lugar de encuentro para ‹recepciones› insólitas. También, al parecer, solía reunirse con sus amigos en el coche, por lo que parece que también sería responsable de conducta inmoral en lugar público.»[9]

A finales de mes la investigación fue cerrada. Son testigo las fuertes críticas en la prensa a la labor de la Jefatura de Policía, que se consideran demasiado tímidas para garantizar que las personas involucradas en el escándalo lleguen a la justicia. Varios comentaristas exigieron la reapertura inmediata del caso para sacar a la luz «el verdadero alcance de las actividades de la organización viciosa». Las presiones de los medios de comunicación tuvieron éxito y el 27 de abril el comandante de la policía de San Vitale en Roma reabrió el caso por orden de la Magistratura.
La investigación de concentra en los clientes de la «central del vicio». El periódico comunista L'Unità, en particular, quiere imaginar la implicación en el escándalo de personalidades romanas de la dolce vita y crítica muy duramente al superintendente de Roma, Carmelo Marzano: «un alto funcionario como este debería dedicar por lo menos los restos de su tiempo en el angustioso drama de cientos de niños que se dejaron corromper por una sucia organización, nacida y crecida casi bajo sus ojos. Los responsables de un episodio tan grave de corrupción –repetimos– somos muchos y están en posiciones muy altas: precisamente en la ‹café society›, en ese ambiente de la dolce vita, que se teme perturbar, aunque lo cierto es que allí se esconde la ‹Roma corrupta› condenada por todos.» Sin embargo, ningún nombre famoso se vio envuelto en el escándalo.
El diario comunista también sugiere la expansión de la investigación a Nápoles, donde la policía «ha descubierto dos casas exclusivas para hombres [burdeles masculinos] en las afueras de la ciudad» y la intervención de la Interpol que «ha iniciado una investigación correspondiente en las colonias nudistas de países de media Europa: ha sido confirmado que las fotos de los jóvenes corrompidos fueron enviadas principalmente a tales centros.»
El 2 de mayo, la policía de Bonn pidió la extradición de Konstantin Feile, «requerido en Alemania por los mismos delitos cometidos en Italia».
Al día siguiente la policía identifica y denuncia a Ottavio Casara, un empleado de 42 años. Casara, interrogado, primero negó todo, luego reconoció a algunos estudiantes involucrados en el escándalo, admitiendo haber participado en las «reuniones». De acuerdo con la investigación, el hombre había tomado fotos y películas de las orgías con un equipo proporcionado por Feile.
También a principios de mayo, junto con la denuncia por corrupción de menores de dos venezolanos, Dernan Capriles y Arturo Pecchio, por su implicación en el caso, el semanal de derechas Meridiano d'Italia publicó algunas fotografías de los jóvenes chaperos. L'Unità condenó enérgicamente la publicación: «Frente a esa imagen del género (y no es la única que el semanal tiene el coraje de publicar) no sé si es la repugnancia o la indignación la que domina [...] Sin embargo, todos sabemos de donde vienen los fascistas. Y no es con sorpresa que se confirma hoy de nuevo: en todo caso, ¿sólo asco?» L’Unità se dice «indignada», especialmente por la filtración de información policial: las fotografías deberían haberse mantenido en secreto.
El 27 de mayo, la prensa dio la noticia de que Feile, interrogado en la prisión de Regina Coeli, iba a ser sometido a una evaluación psiquiátrica. Mientras tanto, la Interpol reunió un voluminoso expediente sobre el criminal, ya condenado en Alemania (y, de acuerdo a l'Unità, también en Francia) por crímenes similares a los cometidos en Italia.

## Reacciones políticas
En junio de 1960 el escándalo entra en los pasillos de la política con una pregunta de respuesta escrita, el 6 de mayo, presentada en la Cámara de Diputados por el diputado comunista Claudio Cianca, a la que responde el futuro Presidente de la República, Oscar Luigi Scalfaro, y una pregunta oral a los Ministros del Interior y de Educación de los senadores del Partido Comunista de Italia Ambrogio Donini y Mario Mammuccari, preguntando sobre los motivos de la lentitud inexplicable de la investigación: «Si, como consecuencia de los recientes incidentes de descarrío de la juventud, se intensificará, implementando una adecuada coordinación, la vigilancia cerca de los centros de enseñanza, para prevenir intentos de corrupción y facilitar la indispensable función educadora de los padres.»
El Secretario de Estado, Guido Bisori, de la Democrazia Cristiana, respondió en el Senado, citando las palabras de Oscar Luigi Scalfaro, entonces secretario del Ministerio del Interior: «la investigación no reveló la implicación de personalidades conocidas en el escándalo» y anunció el fortalecimiento de las actividades policiales para «reprimir la actividad de los invertidos contra los menores, [...] sometiendo a los homosexuales a vigilancia continua.»

[...] gli organi di polizia provvedano a individuare, e sottopongano a costante, oculata vigilanza, gli individui affetti da omosessualità, in modo da poter impedire, o prontamente stroncare, loro losche manovre intese ad adescare minori o a creare ricettacoli per oscene manifestazioni di invertiti.
[...] los órganos policiales procederán a identificar y dometerán a una vigilancia continua y cuidadosa a los individuos afectados por la homosexualidad, de forma que se pueda impedir o truncar rápidamente sus turbias maniobras destinadas a atraer a menores o a crear receptáculos para las obscenas manifestaciones de los invertidos.

Además, «a los extranjeros de costumbres depravadas les será retirado el permiso de estancia en Italia.»
De las respuestas surge una cuadro del control de la homosexualidad en las décadas de 1950 y 60 en Italia, terreno inexplorado en el análisis historiográfico:

Già con circolare del 7 settembre 1952 Il Ministero dell'Interno invitò i competenti organi a prodigare ogni loro sforzo per evitare il dilagare di forme di perversione, offensive della pubblica moralità e generatrici spesso di crimini.

Recentemente poi con circolare in data 4 febbraio di quest'anno, ha impartito - proprio in relazione all'attività svolta da pervertiti sessuali in danno di minori - ulteriori istruzioni, onde venga attuata ogni idonea misura tendente sia ad intensificare sia a meglio coordinare i servizi di vigilanza.

Ha ricordato fra l'altro che quella vigilanza va svolta particolarmente nelle sale cinematografiche], specie nelle ore diurne, dato che soprattutto in quelle sale e nelle loro vicinanze individui turpi cercano di avvicinare giovani, e perfino bambini, a scopo di pervertimento sessuale.

Appena avuta notizia poi, degli episodi cui l'interpellanza si riferisce, il Ministero dell'interno, con ulteriore circolare del 30 aprile, ha ancora richiamato l'attenzione delle dipendenti autorità di polizia perché svolgano la più energica e fattiva opera, con ogni mezzo possibile, al fine di evitare l'insorgere di attività organizzate, rivolte all'adescamento e alla corruzione di minorenni.
Ya con la circular del 7 de septiembre 1952, el Ministerio del Interior invitó a los órganos competentes a hacer todos los esfuerzos posibles para evitar la propagación de todas las formas de perversión ofensivas a la moralidad pública y a menudo generadoras de crímenes.

Recientemente, con la circular del 4 de febrero de este año, se ha publicado - sólo en relación a las actividades en torno a los pervertidos sexuales contra niños - más instrucciones con el fin de implementar todas las medidas apropiadas, tanto para intensificar como para coordinar mejor los servicios de vigilancia.

Ha recordado que, entre otras cosas, la vigilancia se lleva a cabo sobre todo en las salas de cine, especialmente durante el día, ya que sobre todo en esas salas y sus alrededores individuos depravados tratan de acercarse a los jóvenes e incluso a los niños, a los efectos de la perversión sexual.

Así, tan pronto como se ha tenido noticia de los episodios a los que se refiere la interpelación, el Ministerio del Interior, con la adicional circular del 30 de abril, de nuevo ha llamado la atención de las fuerzas del orden para que desempeñen su trabajo de forma más enérgica y eficaz, con todos los medios posibles, con el fin de evitar la aparición de actividades organizadas encaminadas a la seducción y corrupción de menores.

Bisori también defendió la calidad del trabajo de los investigadores, explicando que sólo cinco padres de los más de 100 niños que participan en el caso, habían presentado una denuncia, y defendiendo a un instituto de educación religioso cuyos estudiantes estuvieron involucrados en el escándalo, dando la responsabilidad de los actos los mismos estudiantes: «los hechos van enmarcadas en ese clima de dudosa moralidad e incluso a veces de perversion, por lo que a veces sucede que, sobre todo en las grandes ciudades, los jóvenes encuentran alianzas fuera de la obra honesta de la la escuela y la familia.»
El periodista y estudioso de la historia LGBT Stefano Bolognini señala que estas respuestas ofrecen un marco algo diferente (y más fiable) sobre el escándalo y la figura de Feile que el mostrado por las noticias de la prensa: «denunciado, en estado de arresto por violación de un niño de 13 años y corrupción de cinco menores». Resulta diferente la edad de la joven que denunció el caso, 13 años y no 10, y cambia en parte el alcance del «circuito del vicio» que operaba en Roma; además no se registraba la participación de personalidades destacadas.

## El proceso
El 22 de octubre de 1960, finalmente se cerró la investigación con la petición del Ministerio Público, Mario Bruno, de incriminar a Feile y la exculpación para todos los otros acusados. El juez de instrucción Pecchini, por el contrario, decidió llevar a juicio por exhibicionismo a diez personas: Konstantin Feile, el canadiense Bendoin Mills, los venezolanos Dernan Capriles y Arturo Pecchio, Giulio Correa, Valentino Castenaro, Ottavio Casara, Luigi Del Gaudio y dos menores de edad, GZ y GS.
Feile se declaró inocente, aclarando, entre otras cosas, que estaba «casado en Alemania»: «tengo dos hijos mayores y estoy convencido de no haber cometido ningún delito en la organización de estas reuniones entre amigos. Sobre todo porque en Italia no hay una ley que prevé como delito los hechos de los que se me acusa». En marzo de 1961, Feile fue condenado a tres años de prisión. El proceso de apelación confirmó la sentencia. En el curso del proceso Feile dendió en varias ocasiones más su inocencia: «Soy inocente. En mi casa no se hablaba de otra cosa que de arte. He realizado esculturas. Nunca pagué a estos chicos.»

## Escándalos en el escándalo
El 30 de abril cae en las redacciones de prensa la noticia del suicidio de un millonario estadounidense, Everett Stuart Sholes.
La agencia de noticias Reuters informaba:

A wealthy American, Stuart Sholes Everett, who vanished overboard from the Italian liner Saturnia last weekend, has bequeathed his fortune to his Italian secretary- chauffeur, it was disclosed today. The United States consulate in Naples said the 46-year-old American left a note in his cabinet which said: "I am doing this myself. Everything I have goes to Calabrini". Mario Calabrini, the 22-year-old secretary-chauffeur he hired last summer, said he could not accept the dead man's estate — said by Italian newspapers to be as much as 50 million dollars. Calabrini said Everett's possessions now belong to his family and "I could only accept a gift from them".

Everett was believed to have a brother and sister in Cleveland. Police said he had homes in Rome and Cuernavaca, Mexico. Italian newspapers said the American jumped overboard after a quarrel with his young employee
Un rico estadounidense, Stuart Sholes Everett, que desapareció por la borda del trasatlántico italiano Saturnia el fin de semana pasado, ha dejado su fortuna a su secretario/chófer italiano, según ha sido desvelado hoy. El consulado de Estados unidos en Nápoles ha dicho que el estadounidense de 46 años dejó una nota en su gabinete que decía: «Hago esto yo mismo. Todo lo que tengo ya a Calabrini». Mario Calabrini, el secretario/chófer de 22 años que había contratado el verano anterior, dijo que no podía aceptar la herencia del fallecido — que según los periódicos italianos podría llegar a los 50 millones de dólares. Calabrini dijo que las posesiones de Everett ahora pertenecía a su familia y «Sólo podría aceptar un regalo de ellos».

Se cree que Everett tiene un hermano y una hermana en Cleveland. La policía afirmó que tenía casa en Roma y Cuernavaca, México. Periódicos italianos afirmaron que el estadounidense saltó por la borda tras una discusión con su joven empleado.
.

Sholes, que se había suicidado saltando al mar desde el transatlántico Saturnia, que transitaba entre Cerdeña y España, dejó al joven chófer Mario Calabrini una conspicua herencia. Calabrini, acosado por la prensa, primero renuncia a la herencia, luego da orden a un abogado de recogerla. La noticia del suicidio, aunque no provocó ninguna intervención de la magistratura, si se mostraron fotografías de Sholes a los jóvenes para comprobar su posible implicación en el escándalo. Sin embargo, la prensa conectó de forma maliciosa y errónea el escándalo de los «muchachos chaperos» de Roma con el suicidio. Para L'Unità, «el acto demencial del multimillonario se haría poco después de la llegada a bordo de los periódicos italianos que reportaban la noticia sobre el descubrimiento del tráfico asqueroso.»
De nuevo, L'Unità asoció al escándalo de los «muchachos chaperos» de Roma el arresto a petición de la judicatura vienesa del pintor austriaco Julius Strauss de 35 años, que debía cumplir un año de prisión por actos de violencia «contra la juventud». También en este caso nunca se demostró la relación entre las dos encuestas.
De igual forma la prensa asumió erróneamente vínculos entre el escándalo de los «muchachos chaperos» de Roma y el de los Balletti verdi de Brescia.

## Medios de comunicación y homosexualidad
La crónica periodística del escándalo no se limitó a presentar el desarrollo de la investigación con un punto de vista neutral y distante, sino que inculcó un fuerte sesgo negativo y lleno de prejuicios tanto en cuanto al escándalo, como a las personas relacionadas con la homosexualidad en general. Las acusaciones relacionados con los protagonistas son, en efectoo, serias y precisas, pero de las plumas de los periodistas y columnistas de la época surge con fuerza un juicio moral negativo sobre la homosexualidad, muy difundido en la población y compartida por la vida social y cultural en la Italia en años sesenta. 
El principal imputado es descrito como «corrupto alemán», «corruptor de profesión», «individuo asqueroso» o «alemán de instintos viles». Las personas implicadas serían «gente depravada», mientras que la homosexualidad se define como un «deseo inmoral».
La actitud de la prensa de indignación hacia la homosexualidad en el caso se ejemplifica en un fragmento particularmente violenta de l'Unità, que abogaba por una mayor diligencia en la investigación y aprovechó la oportunidad para criticar al comisionado Marzano:

Il problema come sempre è politico prima di divenire sociale. È ancora una volta una minoranza corrotta che si oppone all'inizio di quell'opera di risanamento alla quale la città aspira e per la quale combatte ogni giorno una dura battaglia. Non si vuole, non si ha interesse ad affondare il bisturi nella piaga: il pus che ne uscirebbe fa paura.
El problema como siempre es político antes de convertirse en social. Es una vez más una minoría corrupta la que se opone al inicio del trabajo de renovación a la que la ciudad aspira y por la que está luchando todos los días en una dura batalla. No se quiere, no hay interés en hundir el bisturí en la herida: el pus que saldrá da miedo.

## La «carta cerrada» de Pasolini
La violencia del lenguaje de la prensa de la época en la descripción de la homosexualidad no se le escapa a Pier Paolo Pasolini, que en 1961 escribió una carta abierta a los periódicos de izquierdas, pero que permaneció inédita hasta 1999. Pasolini escribe:

[...] ora davanti all'affare Feile, fascisti, democristiani e comunisti usano – pubblicamente – lo stesso linguaggio, gli stessi termini, lo stesso lessico, le stesse interiezioni, le stesse clausole oratorie... Vuol dire che i sentimenti dei fascisti, dei democristiani e dei comunisti davanti a un fatto come questo sono gli stessi, hanno la stessa reazione.

Per esempio – continua Pasolini – la pretestualità che, negli articoli sul nostro fatto de «l'Unità», fa degli anormali scempio, oggetto addirittura - se non vado errato - degno di linciaggio, ha chiaramente un fondo politico: l'indignazione con cui viene giudicato questo particolare reato, viene centuplicata dall'implicita indignazione politica. Il provinciale articolista de «l'Unità» fa coincidere l'anormalità sessuale con il reddito: tanto più alto è il reddito tanto più probabile è l'anormalità. È per questo che l'articolista sollecita così violentemente la polizia a dare [offrirgli sul piatto] una «testa» o delle «teste»: perché si tratta, senza possibilità di dubbio, di teste di capitalisti.

Nello stesso numero de «l'Unità» in cui si pubblicava fieramente questa coercizione alla polizia a fare il suo dovere, si dava la notizia di un altro fatto di cronaca, accaduto in Ciociaria, in cui un invertito ha ucciso il suo amico (pare, s'intende: ancora i giudici non si sono pronunciati: non si sa, per esempio, se si trattasse di legittima difesa o no; oppure di difesa da un ricatto, oppure di un caso di infermità ecc.): e allora? Non mi si verrà a dire che il bracciante invertito di Fondi fosse un capitalista, o un personaggio da Dolce vita.
[...] ante el asunto Feile, fascistas, democristianos y comunistas usan –públicamente– el mismo lenguaje, los mismos términos, el mismo vocabulario, las mismas interjecciones, las mismas cláusulas de oratoria... Esto significa que los sentimientos de fascistas, democratacristianos y comunistas ante un hecho como éste son los mismos, tienen la misma reacción.

Por ejemplo –continúa Pasolini– la pretextualidad que, en los artículos sobre este hecho en l'Unità, convierte a los estúpidos anormales directamente en objeto –si no estoy equivocado– digno de linchamiento, hay claramente un fondo político: la indignación con la que se juzga este delito en particular, es centuplicada por la indignación política implícita. El columnista provincial de l'Unità equipara la anormalidad sexual con los ingresos: cuanto mayores son los ingresos, más probable es la anomalía. Esta es la razón por la que el columnista exige violentamente a la policía que ofrezca [sobre un plato] una «cabeza» o varias «cabezas», ya que se trata, sin lugar a dudas, de cabezas de capitalistas.

En la misma edición de l'Unità en la que se publicaba esta feroz coerción a la policía para que cumpliese su deber, se daba la noticia de otra historia real, que sucedió en Ciociaria, en el que un invertido mató a su amigo (aparentemente, por supuesto: los jueces todavía no se han pronunciado: no se sabe, por ejemplo, si fue en defensa propia o no; o en defensa de un chantaje, o un caso de enfermedad, etc.): ¿y qué? No me vendrán a decir que el bracero invertidos de Fondi era un capitalista, o un personaje de La dolce vita.

Además, el escritor denuncia,

[...] la furia libellistica e ipocrita scatenata dall'affare Feile stravolge completamente ogni realtà: dà colpa a un piccolo numero di invertiti del fatto che enormi masse di ragazzi (le fotografie del Feile sono, pare, circa tremila) si lascino corrompere. Mi sembra - stando ai fatti - che fosse molto facile, corromperli, questi presunti angeli della borghesia: e allora, la colpa non sarà da attribuire ai genitori, ai maestri, ai giornali, alla società? Se un adolescente compie un atto che tutti considerano così orrendo - e che per lui è tanto facile - lasciandosi convincere dal primo venuto per poche centinaia di lire, significa che questo «primo venuto» è l’ultimo dei colpevoli: o, semplicemente, il reagente che, messo in contatto con l'anima del ragazzo, mette in luce la sua reale, sostanziale, pacifica possibilità a essere corrotto
[...] la furia libelista e hipócrita desatada por el asunto Feile distorsiona por completo toda la realidad: se culpa a un pequeño número de invertidos de enormes masas de niños (las fotografías de Feile son, al parecer, cerca de tres mil) que se dejaron corromper. Me parece —de acuerdo a los hechos— que sería muy fácil, corromperlos, estos supuestos ángeles de la burguesía: y entonces, ¿la culpa no debería ser de los padres, de los maestros, de los periódicos, de la sociedad? Si un adolescente comete un acto que todo el mundo considera tan horrible —y que para él es tan fácil— dejándose convencer por el primero que viene por un ciento de liras, esto significa que ese «primero que viene» es el último de los culpables: o, simplemente, el reactivo, puesto en contacto con el alma del muchacho, revela su verdadera, sustancial, pacífica posibilidad de ser corrompido.

Y concluye:

[...] perché le scrivo questa lettera aperta, caro direttore? Perché mi sembra che il primo esempio di umanità, di civiltà, di rispetto dovrebbe venire dai giornali di sinistra: se anch'essi usano un linguaggio di razzisti, se anch'essi rivelano paurosi vuoti irrazionali, allora a cosa serve la loro lotta? A cosa serve la loro disperata ricerca di una società dove domini la giustizia, ossia la ragione?
¿Por qué estoy escribiendo esta carta abierta, querido director? Porque me parece que el primer ejemplo de humanidad, de civilidad, de respeto debe provenir de los periódicos de la izquierda: si ellos también utilizan un lenguaje racista, si también revelan un miedo irracional vacío, entonces ¿de qué sirve su lucha? ¿De qué sirve su desesperada búsqueda de una sociedad donde domina la justicia, a saber, la razón?